# Чемпионат России по конькобежному спорту 1903
Чемпионат России по конькобежному спорту в классическом многоборье 1903 года — 15-й чемпионат России, который прошёл 27 февраля (в других источниках — 14 февраля) 1903 года в Москве на катке «Чистые пруды». В первенстве принимали участие только мужчины — 5 конькобежцев.
Звание чемпиона России не присуждено. Первое место на дистанции 1500 метров завоевал конькобежец из Москвы В. Домашнев, на 5000 метров — Григорий Киселёв (Санкт-Петербург).
С 1895 года чемпион определялся по итогам выступления на двух дистанциях 1500 и 5000 метров. Забеги осуществлялись парами. Для завоевания звания чемпиона России необходимо было победить на обеих дистанциях.

## Результаты чемпионата
| место     | спортсмен                                     | город           | 1500 м     | 5000 м      |
| --------- | --------------------------------------------- | --------------- | ---------- | ----------- |
| без места | Григорий Киселёв                              | Санкт-Петербург | 3.16,9 (3) | 11.03,0 (1) |
| без места | В. Домашнев                                   | Москва          | 3.14,0 (1) | -           |
| без места | А. Большовитнов                               | -               | 3.15,2 (2) | -           |
| без места | М. Семёнов                                    | Москва          | -          | 11.28,6 (2) |
| без места | А. Борисов (в других источниках — Б. Борисов) | Москва          | -          | 11.38,2 (3) |